# Amphilius platychir
Amphilius platychir es una especie de pez de la familia Amphiliidae en el orden de los Siluriformes.

## Morfología
• Los machos pueden llegar alcanzar los 16,7 cm de longitud total.

## Distribución geográfica
Se encuentran en África: Sierra Leona, Guinea, Costa de Marfil y cuenca del río Congo en Zambia.